# Кочуры (Рязанская область)
Кочуры — село в Милославском районе Рязанской области России. Центр Кочуровского сельского поселения.

## Расположение
Расположено на юге Милославского района Рязанской области на правом берегу реки Кочуровка.

## История
Первые упоминания о селе появились в окладной книге Христорождественской церкви и относятся к 1676 году. К концу XVIII века в селе действовали две ветряные мельницы, завод по гашению извести, трактир и лавка. В XIX веке Кочуры стали центром Кочуровской волости, в которой насчитывалось 20 сел и деревень, действовали 4 школы, в том числе две в селе Кочуры — земская и церковно-приходская.

## Население
| 1859 | 1897 | 1906  | 2010 |
| ---- | ---- | ----- | ---- |
| 1012 | ↘950 | ↗1017 | ↘346 |